# IV (Der-W-Album)
IV ist das vierte Soloalbum von Stephan Weidner, dem Kopf und Bassisten der Band Böhse Onkelz. Es wurde am 18. März 2016 über sein eigenes Label W-Entertainment veröffentlicht.

## Produktion
Das Album wurde von Stephan Weidner in Zusammenarbeit mit dem Musikproduzent Dirk Czuya, der als Co-Produzent fungierte, produziert.

## Covergestaltung
Das Albumcover ist in Schwarz-weiß gehalten und zeigt groß den Buchstaben W, der aus Knochen und einem Totenschädel gebildet wird. Im Hintergrund ist ein weiterer großer Schädel zu sehen. Der Titel IV steht im unteren Teil des Bilds.

## Titelliste
| #  | Titel                                                  | Länge |
| -- | ------------------------------------------------------ | ----- |
| 1  | Neuland (Erinnerung ist Sperrgepäck)                   | 4:11  |
| 2  | Mehr!                                                  | 3:49  |
| 3  | Zeit                                                   | 4:08  |
| 4  | Justitia                                               | 5:37  |
| 5  | Faust auf Fresse                                       | 3:20  |
| 6  | Ich komm heim                                          | 2:53  |
| 7  | Danke für mein Leben                                   | 5:17  |
| 8  | Keiner kann es besser als du                           | 4:18  |
| 9  | Welt ohne Farben                                       | 4:05  |
| 10 | Vorhaut, Kopftuch, Kruzifix                            | 5:44  |
| 11 | Sopa de Techo (Der Schmerz verlangt gespürt zu werden) | 4:07  |
| 12 | Wie wirklich ist die Wirklichkeit                      | 6:01  |

## Chartplatzierungen und Singles
Das Album stieg am 25. März 2016 auf Platz 4 in die deutschen Charts ein und konnte sich fünf Wochen in den Top 100 halten.
Am 4. März 2016 wurde vorab das Lied Mehr! bei iTunes zum Download ausgekoppelt. Außerdem wurde am 14. März 2016 der Song Neuland auf dem offiziellen YouTube-Kanal des Sängers veröffentlicht.

## Rezeption
| Professionelle Bewertungen | Professionelle Bewertungen |
| -------------------------- | -------------------------- |
| Kritiken                   |                            |
| Quelle                     | Bewertung                  |
| laut.de                    | [ 4 ]                      |
| derguteton                 | [ 5 ]                      |

Die E-Zine laut.de bewertete IV mit drei von möglichen fünf Punkten. Der Redakteur Manuel Berger befand, dass das Album deutlich poplastiger als frühere Werke des Rockers sei und an den Sound der Toten Hosen erinnere. Die Texte seien optimistischer und das Gesamtbild wirke runder, was aber zu Lasten der Substanz gehe. Positiv hervorgehoben wurde das Lied Vorhaut, Kopftuch, Kruzifix, das aus dem sonstigen „Gefälligkeitsrock“ ausbreche.
Der Redakteur David Santilian von derguteton gab dem Album sieben von möglichen zehn Punkten. Er bezeichnete es als frischer, fröhlicher und euphorischer als den Vorgänger. Die Songs hätten eine gute „Bühnentauglichkeit“, wobei besonders das Lied Wie wirklich ist die Wirklichkeit gelobt wurde. Zudem wurden die Vocal-Einsätze von Dirk Czuya als eine passende Ergänzung zu Weidners Gesang hervorgehoben.